# Monte Louro
El monte Louro es una montaña situada en el municipio de Muros (Provincia de La Coruña, Galicia, España).

## Descripción
El monte Louro está situado en la parroquia de Louro, sobre la orilla norte de la ría de Muros y Noya. Se considera el inicio de la Costa de la Muerte y el final de las Rías Bajas. Forma parte del Lugar de Importancia Comunitaria del Monte y Lago de Louro.
La altura del Monte Louro es de 241 metros. La carretera pasa entre el monte y la playa de Louro, situada entre las puntas Carreiro y Lens. 
En la ladera sur del monte se encuentra la baliza del Monte Louro.

## Galería

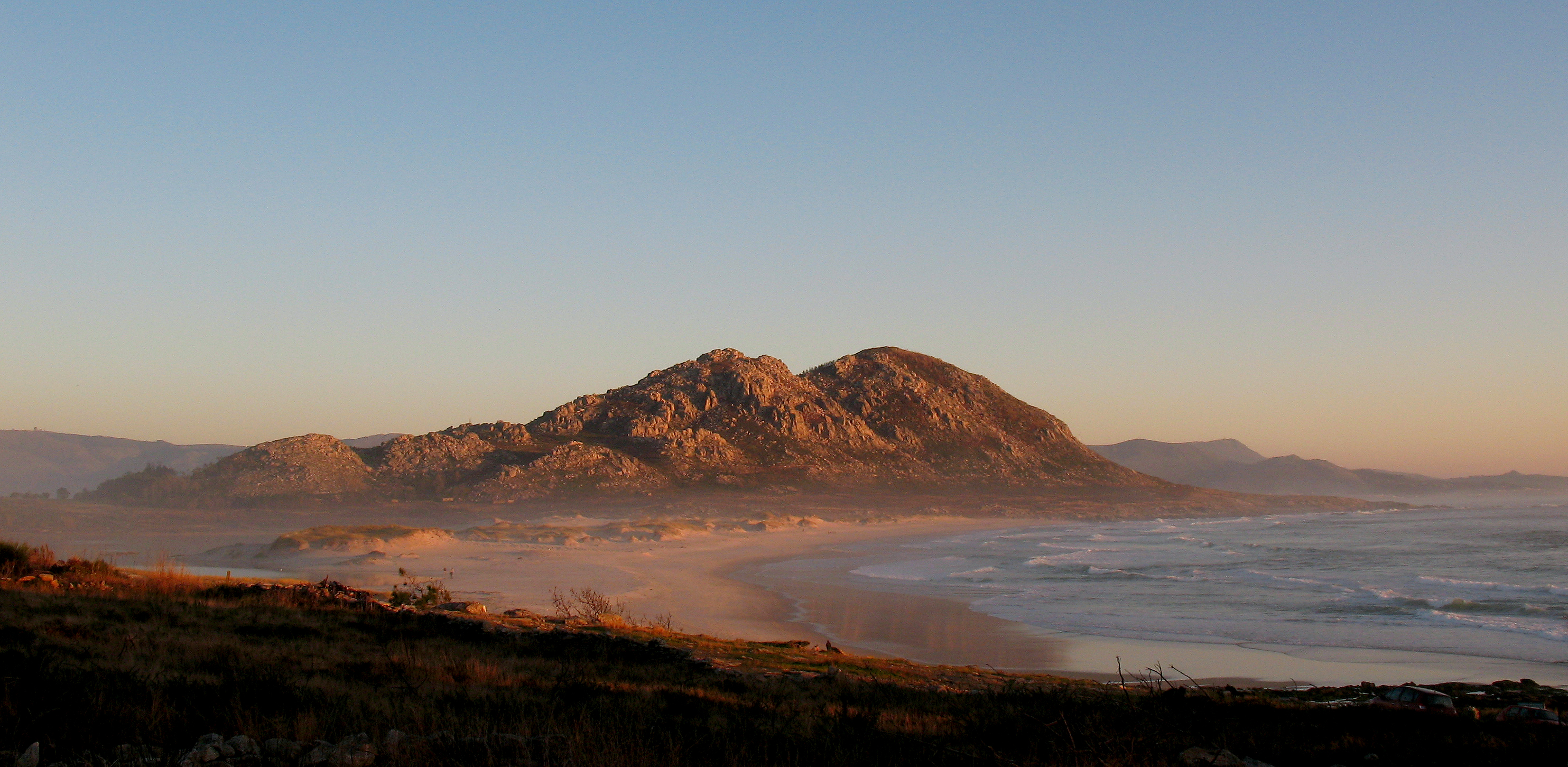
Monte Louro y playa de Area Maior.
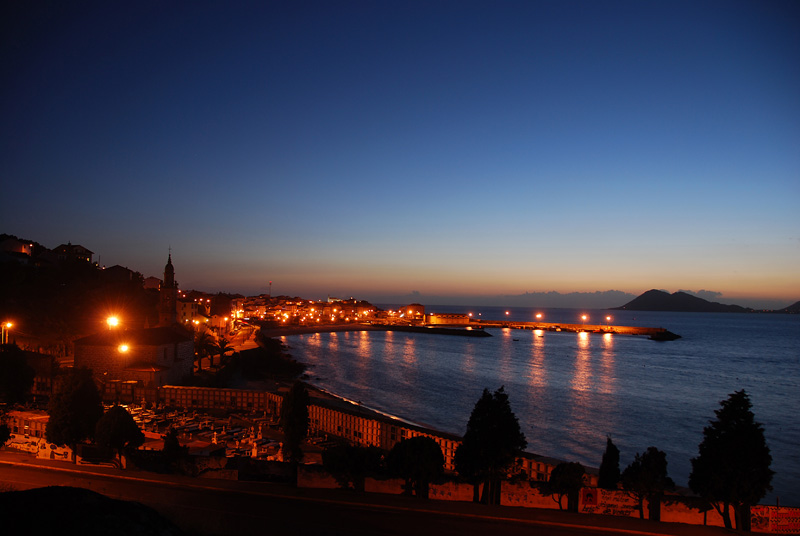
Monte Louro, al fondo, visto desde Puerto del Son.
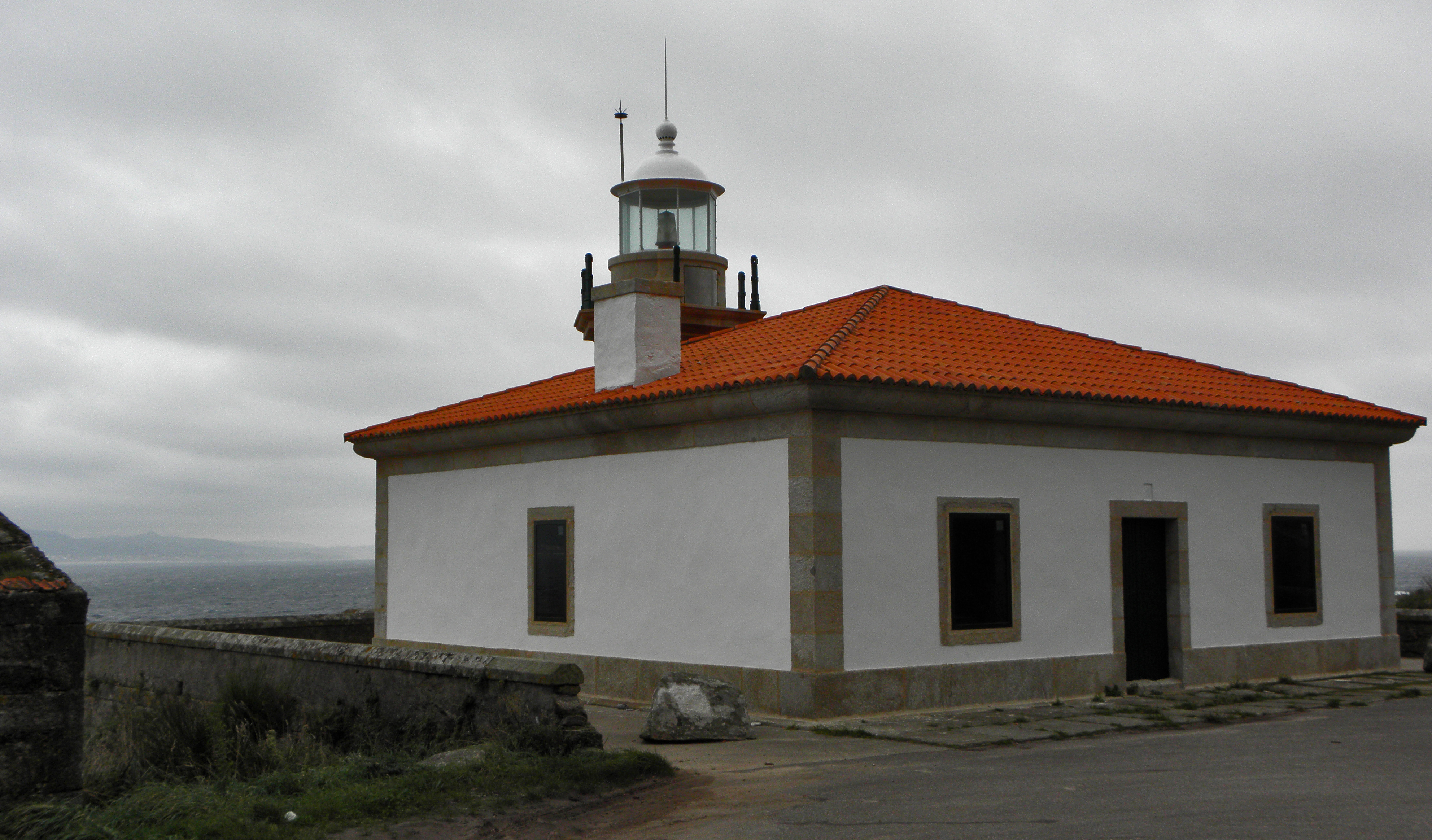
Baliza del Monte Louro.